# Anna Magnusson
Anna Magnusson (Piteå, 31 de marzo de 1995) es una deportista sueca que compite en biatlón.
Participó en dos Juegos Olímpicos de Invierno, obteniendo una medalla de plata en Pyeongchang 2018 (relevo) y el séptimo lugar en Pekín 2022 (velocidad).
Ganó cuatro medallas en el Campeonato Mundial de Biatlón entre los años 2019 y 2025, y una medalla de plata en el Campeonato Europeo de Biatlón de 2019.

## Palmarés internacional
| Juegos Olímpicos   | Juegos Olímpicos             | Juegos Olímpicos  | Juegos Olímpicos        |
| Año                | Lugar                        | Medalla           | Prueba                  |
| ------------------ | ---------------------------- | ----------------- | ----------------------- |
| 2018               | Pyeongchang (Corea del Sur)  | Medalla de plata  | Relevo                  |
| Campeonato Mundial |                              |                   |                         |
| Año                | Lugar                        | Medalla           | Prueba                  |
| 2019               | Östersund (Suecia)           | Medalla de plata  | Relevo                  |
| 2023               | Oberhof (Alemania)           | Medalla de bronce | Relevo                  |
| 2024               | Nové Město (República Checa) | Medalla de plata  | Relevo                  |
| 2025               | Lenzerheide (Suiza)          | Medalla de bronce | Relevo                  |
| Campeonato Europeo |                              |                   |                         |
| Año                | Lugar                        | Medalla           | Prueba                  |
| 2019               | Minsk-Raubichi (Bielorrusia) | Medalla de plata  | Relevo mixto individual |